# Hrvatski košarkaški All-Star 2008.
Hrvatski All-Star 2008. je najveći 16. hrvatski All Stars u sezoni 2008./09. U njemu sudjeluju najbolji igrači hrvatske košarkeške lige i natječu se u raznima atrakvijama poput natjacanja u zakucavanju, gađanju trica i dvoboju Sjevera i Juga. Događaj se je održao 28. prosinca 2008. u Kaštel Starom.

## All Star susret
| 28. prosinca 2008. |                                     |                    |                                                                                               |
| Sjever             | 99:113 (31:23, 18:33, 30:28, 20:29) | Jug                | Gradska dvorana Kaštela, Kaštel Stari Broj gledatelja: 1,500 Suci: Radojković, Hordov, Roglić |
| Koševi: Žorić 18   | (Izvještaj)                         | Koševi: Garnett 24 | Gradska dvorana Kaštela, Kaštel Stari Broj gledatelja: 1,500 Suci: Radojković, Hordov, Roglić |

- Marlon Garnett zamijenio je Eddieja Shannona na susretu All-Star zbog nevremenskih uvjeta u povratku iz Amerike
- Earl Calloway nije sudjelovao na susretu All-Star zbog nevremenskih uvjeta u povratku iz Amerike

## Natjecanje u zakucavanju
| Poz. | Igrač           | Klub         | Visina | 1 + 2 krug   | 2 krug |
| ---- | --------------- | ------------ | ------ | ------------ | ------ |
| SF   | Toni Bizaca     | KK Trogir    | 2,01 m | 18 + 22 = 40 | 88%    |
| C    | Luka Žorić      | KK Zagreb    | 2,10 m | 17 + 19 = 36 | 76%    |
| PG   | Maurice Prejean | KK Dubrovnik | 1,91 m | 0 + 0 = 0    | 0%     |
| SG   | Duje Kaliterna  | KK Kaštela   | ?      | 0 + 0 = 0    | 0%     |

## Natjecanje u gađanju trica
| Poz. | Igrač           | Klub        | Koševa (Ukupno) | %   |
| ---- | --------------- | ----------- | --------------- | --- |
| SF   | Marlon Garnett  | KK Zadar    | 13 (18)         | 72% |
| PG   | Rok Stipčević   | KK Zadar    | 11 (18)         | 61% |
| SG   | Damir Rančić    | KK Zadar    | 10 (18)         | 55% |
| SG   | Krunoslav Rimac | KK Cedevita | 7 (18)          | 38% |

## Vanjske poveznice
- Službena stranica Hrvatskog košarkaškog saveza